# Angela Voglia
Angela Voglia, nota anche con lo pseudonimo di La Giorgina (fl. XVII-XVIII secolo), è stata un soprano e cortigiana italiana.

## Biografia
Nel 1671 Cristina di Svezia fondò il Teatro Tordinona, primo teatro pubblico a Roma, e, nonostante il divieto per le donne di esibirsi sul palcoscenico nella città di Roma, ingaggiò diverse artiste teatrali, tra cui Angela Voglia, che si esibì anche nei concerti organizzati da Cristina nella propria corte privata.
Voglia fu coinvolta in numerosi scandali riguardanti le proprie relazioni amorose ed ebbe la fama di essere una cortigiana, ma fu a riparo delle autorità papali grazie alla protezione reale di Cristina. Nel 1686 il Papa rafforzò il divieto per le donne di esibirsi in teatro a causa dello scandalo della relazione amorosa tra il duca di Mantova Ferdinando Carlo di Gonzaga-Nevers e Angela Voglia.
Dopo la morte di Cristina, avvenuta nel 1689, Voglia continuò a svolgere l'attività di cantante concertista, esibendosi nelle case private delle famiglie nobili di Roma, dove non vigeva il divieto per le donne di esibirsi. Divenne l'amante e la cantante dell'ambasciatore spagnolo, Luis Francisco de la Cerda y Aragón. Quando quest'ultimo fu nominato viceré di Napoli nel 1696, lei lo accompagnò nella città partenopea, dove si esibì nei concerti della corte vicereale, ma la sua posizione di amante del viceré suscitò scandalo: veniva chiamata "la seconda illustrissima viceregina" e accusata di avere una cattiva influenza sugli affari di stato. Nel 1701 accompagnò il viceré in Spagna.
Fu imprigionata nel 1711 ma rilasciata nel 1714.